# Южна червена риба
Южните червени риби (Lutjanus purpureus) са вид актиноптери от семейство Едри мексикански риби (Lutjanidae).
Таксонът е описан за пръв път от Фелипе Поей през 1867 година.